# Jean-Jacques Boelpaepe
 (novembre 2014).
Si vous disposez d'ouvrages ou d'articles de référence ou si vous connaissez des sites web de qualité traitant du thème abordé ici, merci de compléter l'article en donnant les références utiles à sa vérifiabilité et en les liant à la section « Notes et références ».
Jean-Jacques Boelpaepe, né le 1er février 1944 à Ixelles est un homme politique belge bruxellois.
Gradué en Sciences du travail, il fut enseignant à Anderlecht et inspecteur pédagogique à Woluwe-Saint-Lambert.[réf. nécessaire]

## Fonctions politiques
- Membre du Parlement de la Région de Bruxelles-Capitale de 1999 à 2004
- Premier échevin (culture-enseignement) à Anderlecht de 2000 à 2006
  - Bourgmestre faisant fonction de juillet 2003 à juillet 2004